# Eleição municipal de Juazeiro do Norte em 1954
A eleição municipal de 1954 em Juazeiro do Norte aconteceu em 03 de outubro de 1954, com o objetivo de eleger prefeito e vice-prefeito da cidade e membros da Câmara de Vereadores.
O prefeito titular era José Monteiro de Macêdo, do PR. José Geraldo da Cruz, da UDN foi eleito.

## Vereadores eleitos
| Candidato(a)            | Partido |
| ----------------------- | ------- |
| Orlando Bezerra         | UDN     |
| Antônio Ribeiro de Melo | PSD     |
| José Wilson Silva       | -       |
| Francisca Monteiro      | -       |
| Mozart Cardoso          | UDN     |
| Augusto Tavares         | PSD     |
| Geraldo Menezes         | PTB     |
| José Gonçalves          | PR      |
| Teófilo Machado         | PTB     |
| Wilson Silva            | -       |
| Miguel Coelho           | UDN     |
| Raimundo Viana          | UDN     |